# John McKay (musicista)
John McKay (...) è un musicista britannico.
È stato il primo chitarrista in studio di Siouxsie and the Banshees.
È stato membro della band a partire da luglio 1977 fino a settembre 1979, suonando sugli album The Scream e Join Hands. McKay ha composto la melodia del loro primo singolo di successo, Hong Kong Garden, così come gran parte del materiale dei due primi LP della band.
McKay ha lasciato il gruppo dopo l'uscita del secondo album, Join Hands. In seguito ha guidato brevemente un trio chiamato Zor Gabor che ha pubblicato nel 1987 tre canzoni su un EP 12”, Tightrope,  per l'etichetta In Tape. È stato premiato "Record of the Week" da NME.

## Sixes And Sevens(2025)
Nel 2025, Sixes And Sevens, il suo primo album da solista, fu pubblicato in vinile, CD e digitale, a maggio. Ricevette il plauso della critica. Sixes And Sevens contiene undici canzoni che McKay registrò dopo aver lasciato i Banshees tra il 1980 e il 1989. Kenny Morris e il bassista Matthew Seligman dei Soft Boys, presero parte alle sessioni di registrazione di alcune di queste tracce inedite. Un primo singolo, "Flare", fu pubblicato a febbraio. Un pacchetto limitato disponibile sul sito ufficiale include un CD extra con "People Phobia" - la prima demo di "Hong Kong Garden" con testi diversi.